# قیبر
قیبر (به عربی: الهوی) یک منطقهٔ مسکونی در سوریه است که در ناحیه مرکزی عفرین واقع شده‌است. قیبر ۷۴۳ نفر جمعیت دارد.